# Alteburgturm (Arnstadt)
Der Alteburgturm auf dem Berg Alteburg bei Arnstadt im Ilm-Kreis in Thüringen ist ein nach Plänen des Berliner Architekten Hugo Hartung entworfener Kaiser-Wilhelm-Turm. Die Grundsteinlegung erfolgte
am 22. März 1897, dem hundertsten Geburtstag des Kaisers Wilhelm I.
Nahezu zehn Jahre hatte der Alteburg-Thurm-Bauverein unter seinem Vorstand (Regierungsrat Langbein aus Sondershausen, Mühlenbesitzer Robert Münpel, Oberbürgermeister Bielfeld, Ökonomierat Krieger, Lederfabrikant E. Umbrecht und Gärtnereibesitzer Leid) gebraucht, um die benötigten 21.500 Mark zu sammeln. Daher konnte erst im Frühjahr 1902 mit dem Bau begonnen werden. Am 9. August 1902 fand die Einweihung des Turmes statt; mit Worten des Dankes an die beteiligten Handwerksmeister und Gesellen übernahm Oberbürgermeister Bielfeld den Turm in die Obhut der Stadt.
Die Höhe des Turmes beträgt bis zur obersten Galerie 20 Meter, bis zur Spitze 28 Meter. Über der Eingangshalle ist eine Gedenktafel mit der Widmungsinschrift angebracht:

„Zum Gedächtniß /
 an die Wiederaufrichtung /
 des Deutschen Reiches /
   durch Kaiser Wilhelm I. /
 in den ruhmreichen Jahren /
 1870 und 1871 /
   errichtete diesen Kaiserthurm /
 Arnstadts Bürgerschaft.“

In der Halle wurden Büsten des Kaisers Wilhelm I., Bismarcks und Moltkes aufgestellt, zusätzlich wurden Gedenktafeln mit den Namen der Arnstädter Kriegsteilnehmer angebracht.